# Pecos (rivière)
Pour les articles homonymes, voir Pecos.
Le Pecos (Pecos River ou encore Rio Pecos) est un affluent du Rio Grande.

## Géographie
Le Pecos prend sa source dans les montagnes Rocheuses, à l'est de Santa Fe, dans l'État américain du Nouveau-Mexique. Il coule en direction du sud ou du sud-est en traversant l'est du Nouveau-Mexique puis le sud-ouest du Texas. Il draine la partie la plus méridionale des Grandes Plaines, une région de hautes plaines au climat semi-aride formant les contreforts des Rocheuses. Sa longue vallée est bordée à l'est par l'escarpement de Mescalero, qui délimite le bord occidental de la Llano Estacado. De nombreux barrages sont installés sur le cours d'eau, notamment à Avalon (en) et Brantley (en) pour les besoins de l'irrigation. Au Texas, le barrage de Red Bluff a entraîné la formation du Red Bluff Reservoir (en).

## Histoire
La rivière joua un rôle important dans l'exploration espagnole du sud-ouest des États-Unis. Dans la deuxième moitié du XIXe siècle, les régions à l'ouest du Pecos étaient considérées comme l'Ouest sauvage (Wild West). « À l'ouest du Pecos » est devenu une expression populaire utilisée même dans un contexte non-américain, à partir des films À l'ouest du Pecos (West of the Pecos) de 1934 (en) et 1945, puis de la série télévisée Judge Roy Bean (en) (1955), de la BD de Lucky Luke Le Juge (1959), ou encore du film Juge et Hors-la-loi de John Huston (1972), toutes œuvres basées sur le personnage de Roy Bean.

## Débit
Le débit de la rivière Pecos est mesuré depuis 1939 près de Girvin, dans le Comté de Pecos, État du Texas. La rivière y draine une surface de 96 532 km2 et son débit moyen y est seulement de 1,86 m3/s. Ce débit, très faible pour une rivière de cette importance, est dû au climat semi-aride des zones drainées. Les précipitations annuelles y sont comprises entre 250 et 350 mm et se concentrent sur les mois d'été, saison durant laquelle l'évaporation est la plus forte. Il est également dû à l'usage intensif de ses eaux pour l'irrigation. La tranche d'eau écoulée annuellement dans son bassin n'est donc que de 0,6 mm, c'est-à-dire seulement 1/500 du total précipité. Le débit mensuel varie de 0,95 m3/s en août à 4,92 m3/s en octobre. Le débit record est de 560 m3/s, mesurés le 5 octobre 1941.